# Jens Neufang
Jens Neufang (* 1960 in Neunkirchen) ist ein deutscher Jazzmusiker (Saxophone, Klarinetten, auch Flöte).

## Werdegang
Neufang studierte klassische Klarinette an der Musikhochschule Saarbrücken sowie Jazz-Saxophon an der Hochschule für Musik und Tanz Köln. Bereits früh hatte er Engagements als Theatermusiker beim Saarländischen Staatstheater Saarbrücken, dem Staatstheater Wiesbaden, dem Schauspielhaus und der Oper Köln. Als Aushilfe wirkte er im Rundfunkorchester Kaiserslautern des Südwestfunks und im SWF-Sinfonieorchester Baden-Baden. Weiterhin spielte er in der Thilo Berg Big Band, der SR Big Band, der hr-Bigband, bei Peter Herbolzheimers Rhythm Combination & Brass, dem German Jazz Orchester, Paul Kuhn, Günter Noris, dem Timeless Art Orchestra, der Bobby Burgess Big Band, Michael Villmows Köln Big Band und der ARD All Star Big Band Frankfurt. Er gründete das Jens Neufang-Bjoern Strangmann Quartett.
Seit 1993 ist er als Bariton- und Basssaxophonist Mitglied der WDR Big Band Köln, mit der er an zahlreichen Rundfunkproduktionen teilnahm und auf vielen Alben, etwa mit Helen Schneider, Eddie Harris oder Lalo Schifrin, zu hören ist. Er spielt auch mit den Rösrath All Stars und in der Volberger Kirche in Hoffnungsthal. Zudem gehört er zu Rob Bruynens Quintett Brownie's Colours. Auch ist er zu hören auf der CD Unspoken des Trios Heike Kraske, Jens Neufang, Uwe Arenz.